# تيد هيل (لاعب كرة قدم أسترالية)
تيد هيل (بالإنجليزية: Ted Hill)‏ هو لاعب كرة قدم أسترالية أسترالي، ولد في 15 يناير 1914، وتوفي في 1 يوليو 1986.

## وصلات خارجية
- تيد هيل على موقع AustralianFootball.com (الإنجليزية)
- تيد هيل على موقع AFLtables.com (الإنجليزية)